# Daniel Hunt Janzen

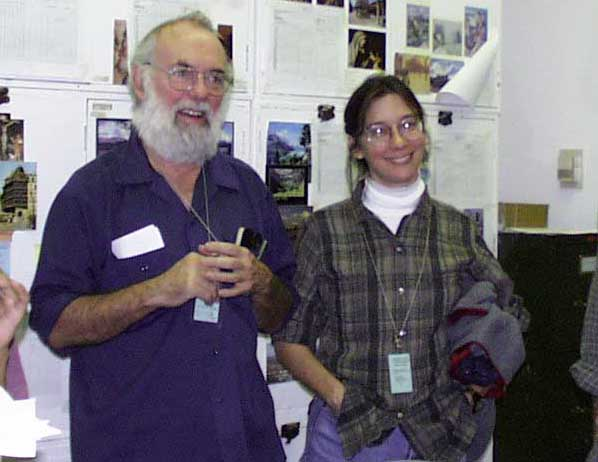
Daniel Hunt Janzen gemeinsam mit Winnie Hallwachs am American Museum of Natural History, 1998

Daniel Hunt Janzen (* 18. Januar 1939 in Milwaukee, Wisconsin), ist ein US-amerikanischer Evolutionsbiologe. Er hat eine Professur an der University of Pennsylvania in Philadelphia und betreibt außerdem Feldforschung in der Weltnaturerbe-Region Area de Conservación Guanacaste (Provinz Guanacaste/Costa Rica) und am costa-ricanischen Instituto Nacional de Biodiversidad (INBio). Sein Spezialgebiet ist die Koevolution von Pflanzen und Tieren.
Janzen wurde 1965 an der University of California, Berkeley, in Entomologie promoviert. Ab 1965 war er Assistant Professor in Biologie an der University of Kansas und ab 1968 Assistant Professor und später Associate Professor an der University of Chicago. 1972 wurde er Associate Professor und später Professor an der University of Michigan. Ab 1976 war er Professor für Biologie an der University of Pennsylvania, wo er zeitweise der Biologie-Fakultät vorstand. Er war Berater beim National Park Service von Costa Rica.

## Auszeichnungen (Auswahl)
- 1975: Gleason Award der American Botanical Society
- 1984: Crafoord-Preis für seine Forschungen zur Koevolutionsökologie
- 1987: Global 500 Roll of Honour
- 1989: MacArthur Fellow
- 1990: Aufnahme in die American Academy of Arts and Sciences, USA
- 1992: Aufnahme in die National Academy of Sciences, USA
- 1996: Ehrendoktorwürde der University of Minnesota
- 1997: Kyoto-Preis in der Sparte Biologie für seine Grundlagenforschung
- 2002: Albert Einstein World Award of Science, verliehen vom Consejo Cultural Mundial, Mexiko
- 2007: Wahl zum Mitglied der American Philosophical Society[2]
- 2011: BBVA Foundation Frontiers of Knowledge Award